# Bsatzig im Schanfigg

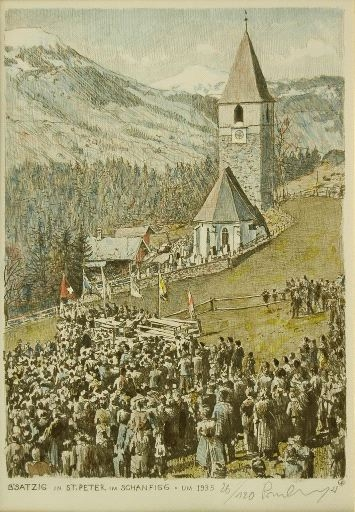
Bsatzig 1935 in St. Peter vor der Kirche auf zeitgenössischer Grafik

Die Bsatzig im Schanfigg war eine traditionsreiche Veranstaltung des Bündner Kreises Schanfigg in Form einer Landsgemeinde zur Bestellung («Bsatzig» im Dialekt der Walser = «Besetzung») der politischen und gerichtlichen Ämter.

## Ort, Aufgaben und Ablauf
Die Bsatzig fand seit 1851 erst zwei-, dann drei- und zuletzt vierjährlich (entsprechend der Verlängerung der Legislaturperioden des Grossen Rates) an einem Sonntag in St. Peter auf der Wiese seitlich neben der reformierten Dorfkirche statt.
Ihre Hauptaufgaben waren die Wahl des Kreispräsidenten (des Landammanns), der mit der Verwaltung in Arosa amtete, seines Stellvertreters (des Statthalters), der Abgeordneten der rechtsseitigen Talschaft des Schanfiggs in den Grossen Rat in Chur sowie des Kreisgerichts und des Vermittlers.
Die Schanfigger Landsgemeinde versammelte sich nach einem Umzug, dem die Amtsträger mit Weibeln und Fahnenträgern vorausgingen. Die Eröffnungsrede hielt als Bsatzigspredigt der reformierte Ortsgeistliche. Darauf folgten Aussprachen zu den Verhandlungsgegenständen und sodann die Wahlen.
Der Bsatzigssonntag trug stets volksfestartige Züge und klang jeweils aus mit Musik und Tanz der Taljugend.

## Ende
Besonders mit der Neugestaltung der Regionen im Kanton Graubünden seit der Jahrtausendwende sowie der Aufhebung des Kreisgerichtes (neues Gerichtsorganisationsgesetz von 2001) vollzog sich ein fortlaufender Bedeutungsverlust der Bsatzig. Im Jahre 2009 entschied der Kreis, die Bsatzig nicht mehr im überkommenen Rahmen weiterzuführen.

## Bsatzigspüntel
Als Verpflegung diente traditionsgemäss der Schanfigger Bsatzigspüntel, der verschiedene Sirups vor allem aus Holunderblüten und Pfefferminze, Konfitüren, Bündner Trockenfleisch, Salsiz, Kräutertees, Alpkäse, Bienenhonig, Birnbrot, Likör und unterschiedliches Gebäck enthielt. Auch nach der Aufgabe der Bsatzig konnte der Bsatzigpüntel noch einige Jahre lang erworben werden. Anfang Mai 2014 wurde bekannt, dass er mangels Nachfrage nicht mehr verkauft wird.